# Peter Birkhäuser
Peter Birkhäuser (* 7. Juni 1911 in Basel; † 22. November 1976 in Binningen) war ein Schweizer Maler und Grafiker.

## Leben
Peter Birkhäuser wurde in der Schweiz geboren, wo er auch aufwuchs. 1928–1934 bildete er sich an der Kunstgewerbeschule Basel aus und ging anschliessend beim Basler Maler Niklaus Stoecklin in die Lehre. Schon als 22-Jähriger besass er sein eigenes Atelier als selbständiger Maler und Grafiker. Seine Verehrung galt damals den alten Meistern. In deren Technik malte er die ihn faszinierenden Objekte der konkreten Wirklichkeit. Als Porträtist, Plakatmaler und als Grafiker machte er sich gleichzeitig einen Namen.
1939 heiratete er die Tochter des Albert Oeri Sibylle (1914–1971), mit der er später zwei Kinder hatte und die seine künstlerische Entwicklung mitprägte. Die damalige politische Lage – der Nationalsozialismus und der Zweite Weltkrieg, die damit verbundene psychische Verheerung – beschäftigte beide zutiefst. Als Peter Birkhäuser in den 1940er-Jahren in eine Schaffenskrise geriet und von innen gedrängt wurde, die traditionelle Malweise zu verlassen, führte seine Frau ihn in die Gedankenwelt von Carl Gustav Jung ein. Birkhäuser begann damals eine Psychoanalyse und liess sich auf das Abenteuer ein, sich von seinen Träumen leiten zu lassen. In einem Interview von 1970 sagte Peter Birkhäuser rückblickend:
«Etwas durchkreuzte mich und zerstörte meine bewussten Ideale, konsequent über Jahre, bis ich so klein war, dass ich nachgab. Und ich gehorchte, noch bevor ich es begriff. … Erst später, mit den Jahren konnte ich endlich den Sinn erkennen. Aber dieses Unbekannte in mir wusste den Sinn schon immer. … Ich erlebte eine Macht in mir, die nicht ich war. Das ist religiöse Erfahrung. Sie zwang mich auf einen Weg, der nicht von mir gewollt war, der nicht meinem damaligen Geschmack entsprach. … Es war ein langer Weg. Aber heute, wenn ich zurückschaue auf die Tausenden von Träumen und diese lange Entwicklung und die Opfer, sehe ich, dass es eine sehr kostbare Erfahrung war.» (aus der Broschüre der Stiftung Birkhäuser-Oeri: Zum Werk des Malers Peter Birkhäuser, 2008)
Neben seinem nun einsetzenden Suchen nach neuen Formen und Inhalten in der Malerei arbeitete Birkhäuser in den 1940er-Jahren erfolgreich als Porträtist und Grafiker weiter. Plakate entstanden, die bis heute bekannt sind. Regelmässig wurden seine Arbeiten prämiert. Erst später verlegte er seinen Schwerpunkt auf die Schriftgrafik.
In der Malerei entstanden Bilder, die deutlich einen Übergang markieren. In der Kunstkritik erhielten sie die Etikette Magischer Realismus. 1953 gelang ihm der Durchbruch zur Malerei innerer Bilder mit dem Gemälde Der Gespaltene. Geführt von den Träumen entwickelte Birkhäuser ab 1953 seinen eigenen Stil des Malens seelischer Wirklichkeit. Es entstand ein umfangreiches Werk an Traumbildern, das er immer wieder in Ausstellungen zeigte.
Peter Birkhäuser starb 1976 als 65-Jähriger. Der Historiker Kaspar Birkhäuser ist sein Sohn.

## Ausstellungen (Auswahl)
| - 1949 Helmhaus Zürich («Das Plakat») - 1950 Salon Irène (Sauter), Basel - 1951 Galerie Wolfsberg, Zürich - 1958 (mit Erhard Jacoby) Galerie Wolfsberg, Zürich - 1959 Kunstgewerbemuseum Zürich («Meister der Plakatkunst») - 1963 Galerie Münsterberg - 1964 Bregenz («Phantastische Malerei») - 1965 Galerie Wolfsberg, Zürich - 1966 Galerie Münster (T. Hofmann), Bern - 1967 Galerie Dufour, Biel BE - 1967 Galerie Maerklin, Stuttgart | - 1974 Galerie Atrium (Dürsteler), Reinach BL - 1974 Galerie Wolfsberg, Zürich - 1980 Kunsthalle Basel («Neue Sachlichkeit Unwirkliche Wirklichkeit») - 1981 Bibliothèque Forney («Affichesuisses»), Paris - 1991 Kunstverein Binningen («Birkhäuser versus Birkhäuser» – Traumbilder und Plakatgrafik), Binningen BL - 1993 Tagung Pauli-Jung, Monte Verità, Ascona - 2004 Oberösterreichisches Landesmuseum Linz. Ausstellung: Phantastik - 2011 Basel («Der Rote Faden») |